# Buscher Mühle

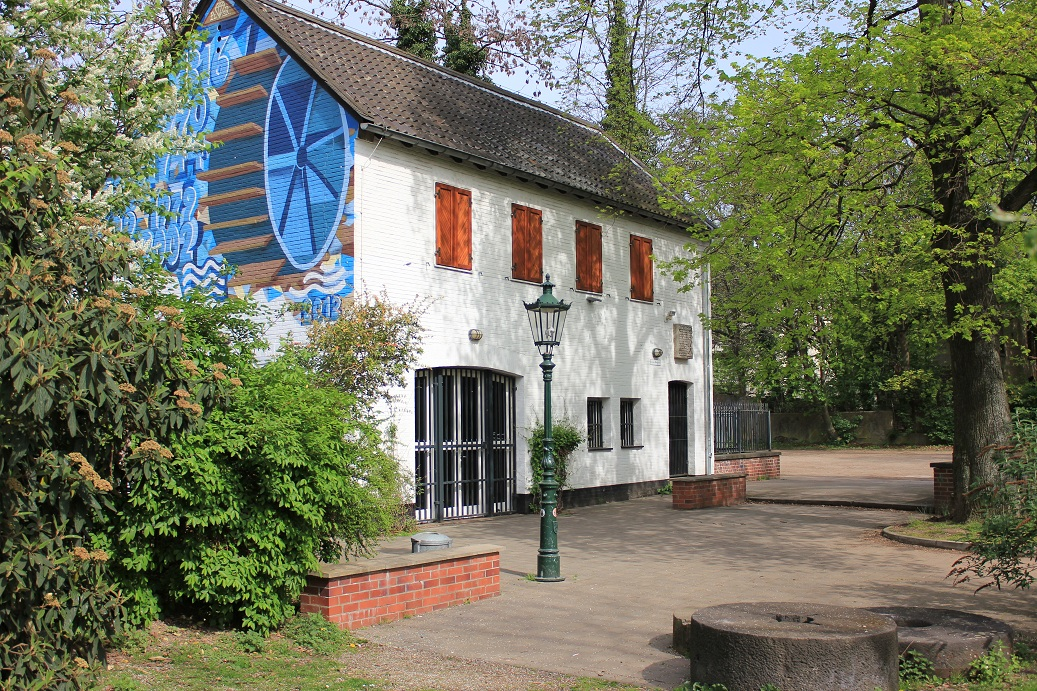
Buscher Mühle

Die Buscher Mühle ist eine Wassermühle an der Nördlichen Düssel im Düsseldorfer Stadtteil Düsseltal, deren Entstehung im Anfang des 14. Jahrhunderts vermutet wird. Urkundlich wird sie 1790 erwähnt. Sie ist die letzte teilweise erhaltene Mühle auf Düsseldorfer Stadtgebiet und dient nach Umbau als soziale und kulturelle Begegnungsstätte.

## Zur Geschichte der Buscher Mühle
Laut der Gedenktafel, die über der Tür zum Wasserrad angebracht ist, gehörte die Buscher Mühle einstmals zum Buscher Hof, der sich im Eigentum der Familie Pempelfort befand. Gemäß einer Urkunde von 1316 hatte Johannes de Buscho den Hof gepachtet. Die Existenz einer Wassermühle ist in dem Dokument allerdings nicht erwähnt. Jedoch kann mit Sicherheit davon ausgegangen werden, dass es im 14. Jahrhundert an diesem Standort eine Getreidemühle gab.
Derendorf, zu dem der Standort der Mühle früher gehörte, wurde 1384 eingemeindet, und eine „Derendorfer Mull“ soll im Mittelalter ein Drittel des Steueraufkommens der damaligen Residenzstadt Düsseldorf aufgebracht haben. Von Interesse sind auch Gerichtsakten, die von einem Streit über Wasserrechte zwischen einem Müller und dem Kloster Düsseltal berichten. Dies kann nur die Buscher Mühle gewesen sein. Erstmals urkundlich erwähnt ist die Buscher Mühle im Jahr 1790. Damals hat die Stadt Düsseldorf die Mühle für 3000 Taler angekauft. In dem Ratsbeschluss ist nicht erwähnt, wer der Vorbesitzer war, so dass man hier nicht weiter zurückforschen kann. Danach hat die Mühle an der Nördlichen Düssel häufig ihren Besitzer gewechselt und wurde mehrfach umgebaut.
Um die Produktivität zu erhöhen, wurde vermutlich im Jahr 1811 das Mahlwerk auf drei Mahlgänge erweitert. „Anno 1811, der 18te Dezember“, diese Jahreszahl ist im Baum, der senkrechten Hauptantriebswelle, eingeschlagen. Somit sind die hölzernen Achsen und Zahnräder des Mahlwerks über 200 Jahre alt.

## Heutiger Zustand

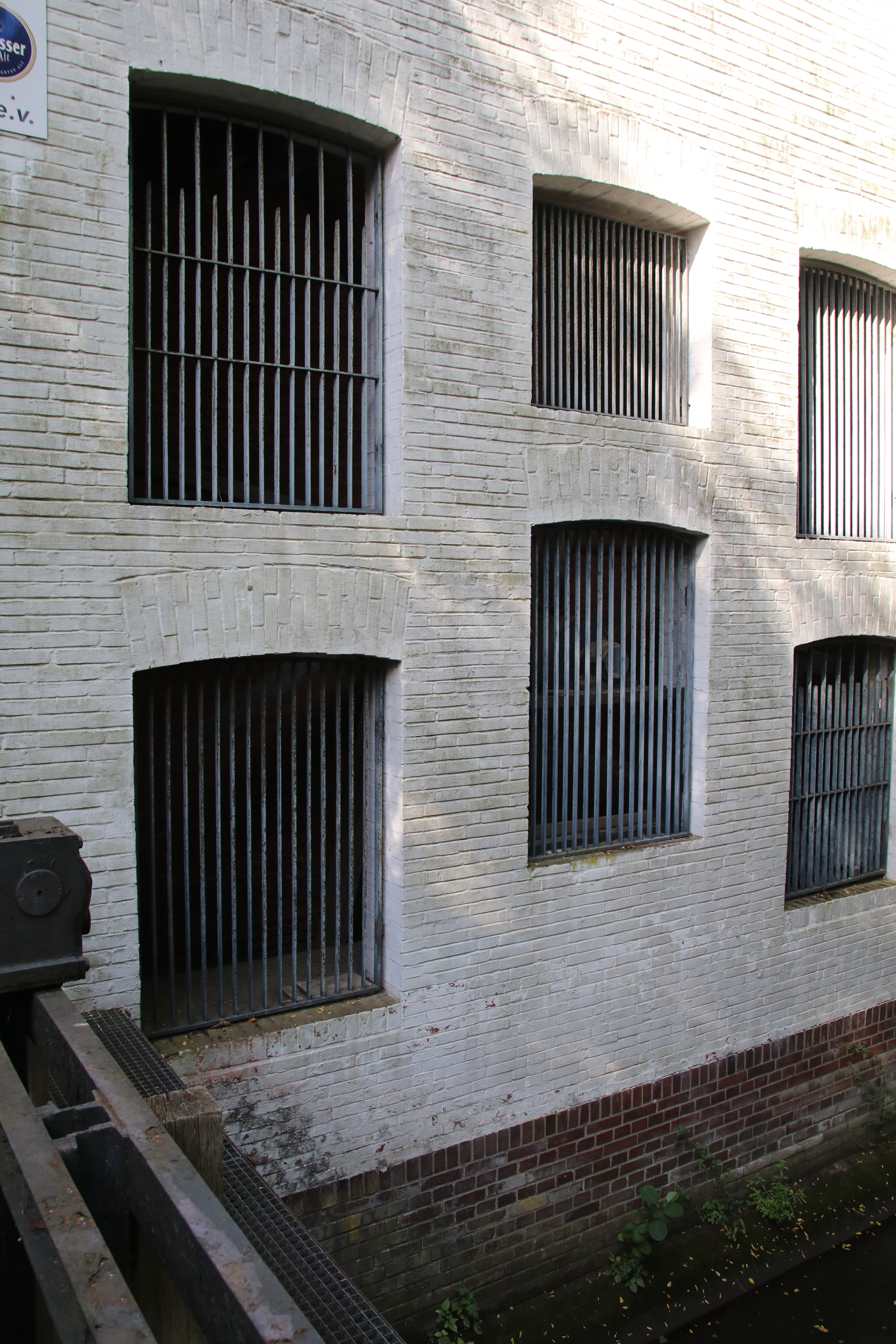
Nordostfassade der Buscher Mühle in Düsseldorf-Düsseltal. Die vergitterten Fensteröffnungen sind Teil der Einhausung des Wasserrades. Im mittleren Fenster unten ist die Nabe des Rades zu sehen.

Bis zum Zweiten Weltkrieg wurde Korn in der Buscher Mühle mit Wasserkraft gemahlen. Durch einen Bombenangriff am 2. November 1944 wurde das Gebäude stark zerstört. Erst 1956/57 erfolgte auf Drängen engagierter Heimatfreunde ein Wiederaufbau durch die Stadt Düsseldorf. Aus Kostengründen brachte dies jedoch nicht den Originalzustand zurück. Das Gebäude erhielt eine vereinfachte Dachform und im Inneren ist nur ein Mahlwerk rekonstruiert.

### Wasserrad
Die Mühle verfügt über ein großes, unterschlächtiges Wasserrad, das aber von einer Einhausung des Gebäudes umgeben und deswegen nur schlecht von außen zu sehen ist.
Das Wasserrad gilt als funktionstüchtig, wird aber nur selten in Bewegung versetzt. Darüber hinaus verfügt die Mühle über eine Generatoranlage zur Stromerzeugung, die aber aufgrund ihres Alters nicht benutzt wird.